# Liste der Raiffeisenkassen in Südtirol
Diese Liste beinhaltet alle 39 Raiffeisenkassen (italienisch Casse Raiffeisen, früher Casse Rurali) des Raiffeisenverbands Südtirols. Ihr gemeinsames Spitzeninstitut ist die Raiffeisen Landesbank Südtirol.
| Name                                      | Sitz                       | Bilanzsumme in Mio. EUR (2014) |
| ----------------------------------------- | -------------------------- | ------------------------------ |
| Raiffeisenkasse Algund                    | Algund ⊙                   | 391,4                          |
| Raiffeisenkasse Bozen                     | Bozen ⊙                    | 745,5                          |
| Raiffeisenkasse Bruneck                   | Bruneck ⊙                  | 1.114,7                        |
| Raiffeisenkasse Deutschnofen-Aldein       | Deutschnofen ⊙             | 200,0                          |
| Raiffeisenkasse Eisacktal                 | Brixen ⊙                   | 514,4                          |
| Raiffeisenkasse Etschtal                  | Terlan ⊙                   | 380                            |
| Raiffeisenkasse Freienfeld                | Freienfeld ⊙               | 52,8                           |
| Raiffeisenkasse Gröden                    | Wolkenstein in Gröden ⊙    | 343                            |
| Raiffeisenkasse Hochpustertal             | Innichen ⊙                 | 109,8                          |
| Raiffeisenkasse Kastelruth-St. Ulrich     | Kastelruth ⊙               | 527,9                          |
| Raiffeisenkasse Laas                      | Laas ⊙                     | 112,7                          |
| Raiffeisenkasse Lana                      | Lana ⊙                     | 585,4                          |
| Raiffeisenkasse Latsch                    | Latsch ⊙                   | 198,6                          |
| Raiffeisenkasse Marling                   | Marling ⊙                  | 93,7                           |
| Raiffeisenkasse Meran                     | Meran ⊙                    | 467,1                          |
| Raiffeisenkasse Niederdorf                | Niederdorf ⊙               | 103,1                          |
| Raiffeisenkasse Obervinschgau             | Graun im Vinschgau ⊙       | 143,6                          |
| Raiffeisenkasse Partschins                | Partschins ⊙               | 112,2                          |
| Raiffeisenkasse Passeier                  | St. Leonhard in Passeier ⊙ | 213,4                          |
| Raiffeisenkasse Prad-Taufers              | Prad am Stilfserjoch ⊙     | 291,8                          |
| Raiffeisenkasse Salurn                    | Salurn ⊙                   | 343,4                          |
| Raiffeisenkasse Sarntal                   | Sarntal ⊙                  | 193,9                          |
| Raiffeisenkasse Schenna                   | Schenna ⊙                  | 143,7                          |
| Raiffeisenkasse Schlanders                | Schlanders ⊙               | 145,3                          |
| Raiffeisenkasse Schlern-Rosengarten       | Karneid ⊙                  | 267,6                          |
| Raiffeisenkasse Tauferer-Ahrntal          | Sand in Taufers ⊙          | 324,9                          |
| Raiffeisenkasse Tirol                     | Tirol ⊙                    | 118,0                          |
| Raiffeisenkasse Tisens                    | Tisens ⊙                   | 102,1                          |
| Raiffeisenkasse Toblach                   | Toblach ⊙                  | 95,3                           |
| Raiffeisenkasse Überetsch                 | Eppan ⊙                    | 452,5                          |
| Raiffeisenkasse Ulten-St. Pankraz-Laurein | Ulten ⊙                    | 170,0                          |
| Raiffeisenkasse Untereisacktal            | Lajen ⊙                    | 151,8                          |
| Raiffeisenkasse Unterland                 | Leifers ⊙                  | 364,9                          |
| Raiffeisenkasse Untervinschgau            | Naturns ⊙                  | 350                            |
| Raiffeisenkasse Val Badia                 | Corvara ⊙                  | 410,9                          |
| Raiffeisenkasse Villnöß                   | Villnöß ⊙                  | 64,9                           |
| Raiffeisenkasse Vintl                     | Vintl ⊙                    | 182,3                          |
| Raiffeisenkasse Welsberg-Gsies-Taisten    | Welsberg-Taisten ⊙         | 129,7                          |
| Raiffeisenkasse Wipptal                   | Sterzing ⊙                 | 377,4                          |